# ラ・ガレンヌ＝コロンブ
ラ・ガレンヌ＝コロンブ （La Garenne-Colombes）は、フランス、イル＝ド＝フランス地域圏、オー＝ド＝セーヌ県のコミューン。住民は単にラ・ガレンヌと呼ぶ。
ラ・デファンスに近接する。ラ・デファンスの拡大のため、2010年より、全国に12箇所あるフランス国内の国益関連事業（fr）の一つとなった。市域の統合は、コミューンではなく国家が行うことになっており、セーヌ・アルシュ管理公共企業体（fr）が介入して行う。

## 地理
市域はパリ1区とほぼ同じ大きさである。ベルジック広場はラ・デファンスから数百メートルしか離れておらず、ヨーロッパ・ラウンドアバウトの1km以内にグランド・ジャット島がある。

## 歴史

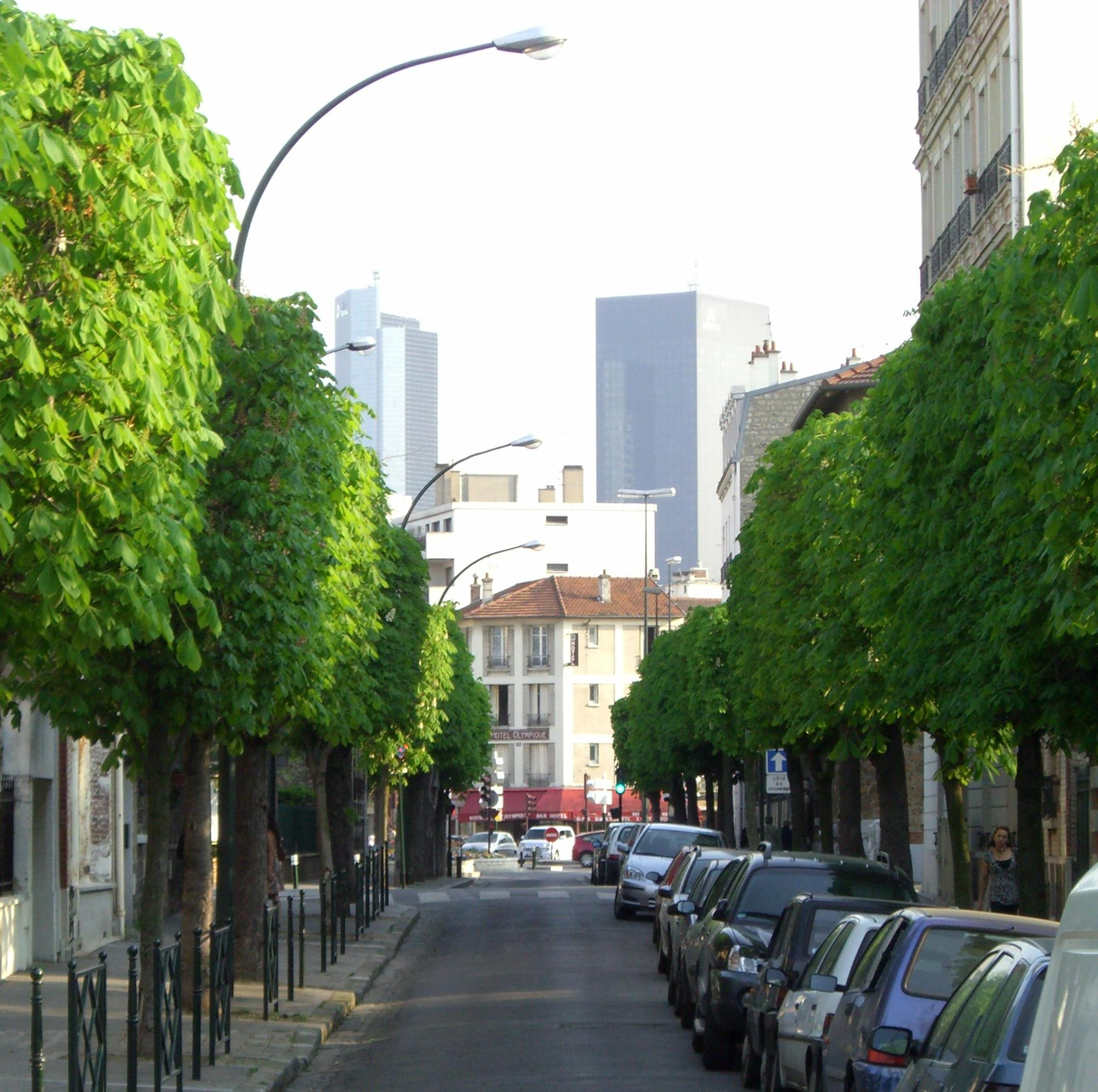
ラ・ガレンヌ駅とベルジック広場の間にあるコント通り

ラ・ガレンヌ（ウサギの生息地という意味）とコロンブという地名は古い地図に載っている。そのため、20世紀初頭に新しいコミューンの名として付けられた。
7世紀、ダゴベルト王はこの森に囲まれた狩場をサン＝ドニ修道院のものと認めた。1222年にその名が修道院の記録に記された。13世紀のラ・ガレンヌはまだ良い狩場で農夫の家以上の住宅はなかった。15世紀、ウサギの生息地を立ち入り禁止にしようと、狩猟期に修道士たちが利用する田舎の家が建てられた。1684年までサン＝ドニ修道院はこの土地の封建領主であろうと努力した。1684年、ラ・ガレンヌはマントノン侯爵夫人のものとなった。その後領主となったのは、サン＝シル学院の所有者となったタンレー侯爵であった。領主が数人変わり、1791年までモナコ大公が領主となった。1791年にラ・ガレンヌは国有化され、タンレー侯爵の子孫へ返却された。
1812年、ナポレオン1世の主治医であったジャン＝ニコラ・コルヴィサール男爵（fr）がガレンヌにあるトゥルネル城の城主となった。
1837年、パリ＝サン・ジェルマン・アン・レー線のラ・ガレンヌ＝コロンブ駅が開業した。開業の式典には王妃マリー・アメリーが出席した。
1910年、コロンブより分離され、新しいコミューン、ラ・ガレンヌ＝コロンブが誕生した。
1908年（あるいは1909年）に中国人農業経済学者によってラ・ガレンヌ＝コロンブに設立された大豆加工工場カゼオ＝ソジャイヌ（en）では、中国人たちが働いていた。世界の貧困層に持続的に供給できる豆乳の生産を目的の一つとしており、また中国人従業員は中国語のコースと平行して、フランス語や科学科目のプログラムに参加できるなど中国人の新しいエリート育成も目指していた。1920年には鄧小平がこの工場で働いていた。

## 経済
かつてPSA・プジョーシトロエン本部が置かれていたが、現在は移転し、研究部門のユジーヌPSA（fr）がある。

## 交通
- 道路 - ペリフェリックのポルト・ド・シャンペル、ポルト・デ・テルヌ、ポルト・ド・マイヨ
- 鉄道 - トランジリアンL線、ラ・ガレンヌ＝コロンブ駅、ヴァレ駅

## 出身者
- ロジェ・ボーフラン - 自転車競技選手
- リュック・フェリー - 哲学者、政治家

## 姉妹都市
- ヴァンゲン・イン・アルゲウ、ドイツ
- ヴァルパソス、ポルトガル
- ヨクネアム、イスラエル
- クラークスヴィル (インディアナ州)、アメリカ合衆国